# Alexamen de Teos
Alexamen de Teos（grec antic: Ἀλεξαμενός, llatí: Alexamenus) fou, segons que diu Aristòtil al seu De Poetis, el primer poeta grec que va escriure diàlegs d'estil socràtic, abans del temps de Plató. En parlen Ateneu de Nàucratis i Diògenes Laerci.